# Đ
Đ je 8. slovo hrvatske abecede. Označava zvučni palatalni afrikatni suglasnik. U abecedu ga je uveo Đuro Daničić u Rječniku JAZU (danas HAZU) umjesto digrama dj (gj) i time je dovršen proces oblikovanja današnje hrvatske grafije.
Njime se koristi i u abecedama drugih južnoslavenskih jezika (bošnjačkoga, crnogorskoga i srpskoga). Vezan je uz slovo eth dvaju sjevernogermanskih jezika: islandskoga i ferojskoga u kojima se istovjetno malo slovo zapisuje kao ð. U tom je obliku bilo i dijelom abecede staroengleskoga jezika. U svima trima jezicima označuje zvučni dentalni frikativ koji se u međunarodnoj fonetskoj abecedi također obilježava kao [ð]. U suvremenome engleskome jeziku taj se glas zapisuje dvoslovom th, a kao primjer izgovora može se navesti riječ this. Slovo đ još se susreće u laponskome i u vijetnamskome jeziku. U potonjem predstavlja glas sličan onome koji se u hrvatskome jeziku zapisuje slovom d. 